# 냐옹은 페이크다
《냐옹은 페이크다》는 2020년 1월 5일부터 2020년 2월 16일까지 tvN에서 방송된 동물 전문 예능 프로그램이다. 줄여서 냥페크라고도 부른다.

## 기획 의도
집사도 모르는 고양이들의 속마음을 낱낱이 파헤치는 예능.

## 방송 시간
| 방송 채널 | 방송 기간                        | 방송 시간               | 비고                           |
| --------- | -------------------------------- | ----------------------- | ------------------------------ |
| tvN       | 2020년 1월 5일 ~ 2020년 2월 16일 | 일요일 밤 10:40 ~ 12:00 | 최종회는 밤 11시에 시작되었다. |

## 출연자
- 신동엽 : 껌이 목소리 역
- 오정세 : 봉달이 목소리 역
- 유선호 : 유선호 역
- 우석 : 우석 역

## 시청률

### 2020년
| 회차 | 방송일   | AGB 시청률     |
| 회차 | 방송일   | 대한민국(전국) |
| ---- | -------- | -------------- |
| 1    | 1월 5일  | 1.2%           |
| 2    | 1월 12일 | 1.3%           |
| 3    | 1월 19일 | 1.0%           |
| 4    | 2월 2일  | 1.0%           |
| 5    | 2월 9일  | 1.0%           |
| 6    | 2월 16일 | 1.2%           |

## 같이 보기
- 우리말 겨루기 (KBS 교양운영팀 제작)
- 가족오락관, 상상오락관, 옥탑방의 문제아들 (KBS 예능운영팀 제작)
- 동물의 왕국, 동물의 세계, 동물극장 단짝, 펫 비타민2 (KBS 1TV)
- 주주클럽, 슈퍼독, 단짝, 은밀하고 위대한 동물의 사생활, 개는 훌륭하다, 나는 아픈 개와 산다, 펫 비타민 (KBS 2TV)
- 동물일기, 야옹멍멍 귀여워, 세상에 나쁜 개는 없다, 고양이를 부탁해, 아기 동물 귀여워, 펫하트 (EBS 1TV)
- 세계의 비밀 수호대 번개맨 (EBS 2TV)
- 와우! 동물천하, 애니멀즈, 하하랜드, 오래봐도 예쁘다, 2020 추석특집 아이돌 멍멍 선수권대회, 심장이 뛴다 38.5 (MBC TV)
- TV 동물농장, 어쩌다 마주친 그 개, 펫미픽미, 생활의 달인, 더솔져스, 검은 양 게임 (SBS TV)
- 마리와 나, 그랜드 부다개스트, 우리집 막내극장 (JTBC)
- 기막힌 동물원, 우리집에 해피가 왔다 (MBN)
- 동고동락, 개먼드라마 파트라슈 (TV조선)
- 대화가 필요한 개냥, 캣츠 앤 독스, 슬기로운 의사생활, 슬기로운 의사생활 시즌2, 해치지 않아, 해치지 않아 X 스우파, 슈퍼액션 (tvN)
- 펫토리얼리스트 (온스타일)
- 주현미의 러브레터, 송진우의 용감한 라디오, 이각경의 해피타임 4시, 유지원의 밤을 잊은 그대에게 (KBS 2라디오)
- 오늘아침 정지영입니다, 이석훈의 브런치카페, 두시의 데이트, 4시엔 윤도현입니다, 푸른밤 옥상달빛입니다 (MBC FM4U)
- 장일범의 유쾌한 클래식 (월~토요일), 이준형의 비욘드 클래식 (일요일) (cpbc FM)
- 개별방송, 식빵 굽는 고양이, 잘살아보시개, 오 마이 펫, 여자친구! 강아지를 부탁해, 펫 닥터스 (skyPetpark)
- 상상고양이 (MBC 에브리원)
- 달려라 댕댕이 (MBC 에브리원, MBC 스포츠플러스 공동 제작)
- 펫츠고! 댕댕트립 (SBS 플러스)
- 소나무의 펫하우스 (SBS M)
- 라디오 북클럽, 주말하이킥 이윤석입니다 (MBC 표준FM)
- 개밥 주는 남자, 너는 내 운명, 서민갑부 (채널A)
- 천재! 시무라 동물원 (日 NTV)
- 도그 위스퍼러 (美 NGC채널)
- 지옥에서 온 고양이 (美 애니멀 플래닛)
- 개과천선 아메리카 (영국 채널 4, Sky One)

## 결방 및 편성 변경 안내
2020년
- 1월 26일 : 설 특집으로 인한 결방.

## 특이 사항
입양문제에 이어 방송내용 등을 시청한 시청자들의 적극 폐지운동과 해당 방송 시청자 게시판에 항의들이 많았음. (해당 방송 시청자 게시판 2021년 1월 현재 운영 중 참고)

## 논란
고양이 입양을 계약대로 이행하지 않아 (애초에 해당 방송 출연자 중 한명이 방송이 끝난 후 입양하기로 계약하였으나 제작발표회에서 방송제작진이 책임지겠다는 발언으로 문제가 됨) 논란이 거세져서 해당 고양이 입양 단체인 나비야 사랑해가 강력한 항의 후 해당 고양이를 다시 데려갔으며, 길고양이의 주요 위치등 적나라한 공개로 길고양이 학대 위험 노출 및 방송 내용 자체에도 문제가 많아 시청자들의 강력한 항의를 받았다. (해당 방송 시청자 게시판 참고) 이에 따라 냥페크는 결국 10편에서 6편으로 줄여 편성되지만, 시청률은 평균 시청률이 나왔다.